# Georg Grodtschilling
Georg Joachim Grodtschilling (født 6. februar 1785 i Frederiksværn, død 6. juli 1812 om bord i fregatten Najaden ved Lyngør) var en dansk søofficer.
Hans forældre var kommandør, senere kontreadmiral Frederik Grodtschilling og Frederikke Louise født Lütken (1747-1814). Grodtschilling blev kadet 1795, sekondløjtnant 1803 og premierløjtnant 1809. 1804 var han med fregatten Najaden i Middelhavet, 1805-07 anden lærer i matematik på Søkadetakademiet, august-september 1807 adjudant hos kommandørkaptajn Johan Cornelius Krieger, der var chef for Københavns flydende Defension, og 1808-09 ved rokanonbådsflotillen i Storebælt. Her udmærkede Grodtschilling sig 3. juni 1808 ved erobringen af den engelske orlogsbrig Tickier ved Fejø, hvor han blev hårdt såret, og året efter ved ekspeditionen til Romsø. Han fik anbefaling af sin chef, premierløjtnant Christian Wulff, "for den udmærkede Raskhed, Konduite og Activitet, han ved enhver Lejlighed har vist" og blev 1809 Ridder af Dannebrog. 1810-12 var han atter lærer ved Søkadetakademiet og kom i foråret 1812 med den nybyggede fregat Najaden (chef: Kaptajn Hans Peter Holm), til Norge. Han deltog om bord i Najaden i kampen i Lyngør havn med det engelske linjeskib Dictator, faldt i slaget og blev begravet i Krigergraven på Langesund Kirkegård. Også hans ældre bror Frederik (1782-1820), som blev kaptajn 1817, deltog i dette slag. 
Han blev gift 2. juni 1811 i Helsingør (Sankt Mariæ Kirke og Vor Frue Kloster) med Charlotte Elisabeth de Tuxen (29. april 1795 i Helsingør – 4. august 1872 i København) (gift 2. gang 1813 med major, senere generalmajor Friedrich Detlev Heinrich von Dudden, 1768-1850, 3. gang 1821 med auditør, kammerjunker Frederik Stephanus Thorkelin, 1794-1840 (gift 2. gang 1827 med Charlotte Emilie Lillienschiold, 1804-1840); begge ægteskaber opløst), datter af kaptajn, senere admiralitetsråd Louis de Tuxen og 1. hustru.
Der findes en physionotrace af Edme Quenedey des Ricets og xylografi efter maleri 1873.